# Hammon
Hammon – miasto w Stanach Zjednoczonych, w stanie Oklahoma, w hrabstwie Custer.